# میزوکی هامادا
میزوکی هامادا (ژاپنی: 濱田 水輝؛ زادهٔ ۱۸ مهٔ ۱۹۹۰) یک بازیکن فوتبال اهل ژاپن است.
از باشگاه‌هایی که در آن بازی کرده‌است می‌توان به باشگاه فوتبال اوراوا رد دیاموندز، باشگاه فوتبال آلبیرکس نیگاتا و باشگاه فوتبال آویسپا فوکوئوکا اشاره کرد.